# Harold Mechelynck
Harold Michel Jules Mechelynck (Gent, 1 juli 1924 - september 2013) was een Belgisch hockeyer.

## Levensloop
Mechelynck was actief bij La Gantoise HC, alwaar hij 34 jaar deel uitmaakte van de eerste ploeg.
Tevens maakte hij deel uit van het Belgisch hockeyteam dat deelnam aan de Olympische Zomerspelen van 1948 en 1952. In totaal verzamelde hij 70 caps.